# The Tenderloin

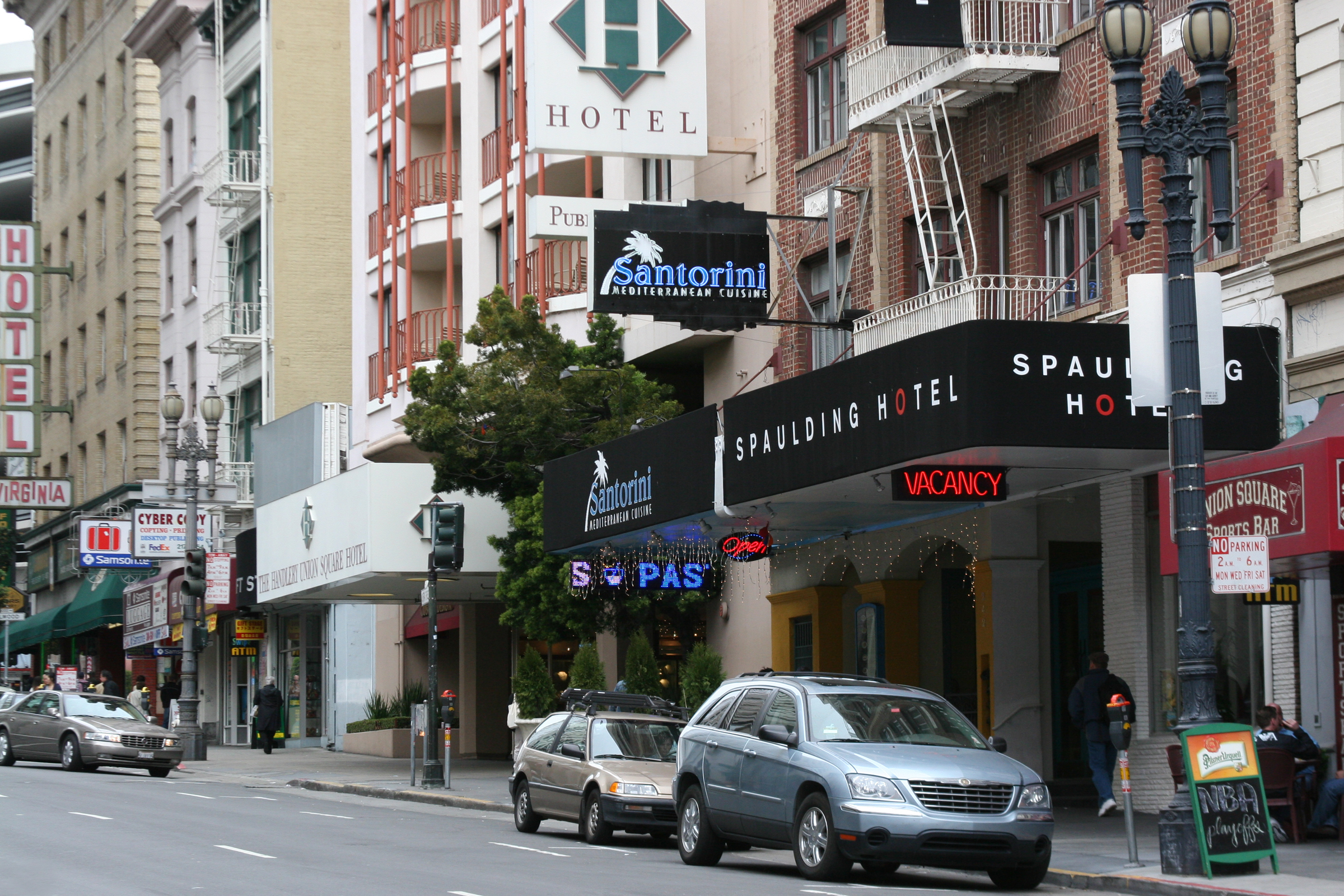
Calle del barrio de Tenderloin

The Tenderloin es un barrio en el centro de San Francisco (California) en las llanuras de la ladera sur de Nob Hill, situado entre el distrito comercial de Union Square al noreste y el distrito de oficinas del Centro Cívico al suroeste. 
Abarca aproximadamente 50 manzanas, con forma de gran triángulo (el punto se enfrenta al este), y una descripción conservadora lo tiene limitado por el norte por Geary Street, por el este por Mason Street, por el sur por Market Street y por al oeste por la avenida Van Ness. El límite norte con Lower Nob Hill históricamente se ha establecido en Geary Street.
Los términos "Tenderloin Heights" y "Tendernob" hacen referencia al área alrededor de la frontera indefinida entre el Superior Tenderloin y Baja Nob Hill. La extensión oriental, Cerca de Plaza de Unión, coincide con el Theater District.
Parte de la extensión occidental del Tenderloin, Calles Larkin y Hyde entre Turk y O'Farrell, era oficialmente nombrado "Little Saigón" por la Ciudad de San Francisco.

## Historia
El Tenderloin tomó su nombre de un barrio más viejo en Nueva York con características similares. Hay varias explicaciones de cómo aquel barrio fue nombrado. Algunos dijeron que era una referencia al barrio como el "blando vientre" (análogo al corte de carne) de la ciudad, con alusiones a vicio y corrupción, especialmente graft. Otra explicación popular, probablemente del folclore, atribuye el nombre a un capitán de policía de Ciudad de Nueva York, Alexander S. Williams, quién fue oído diciendo que cuándo esté asignado a otra parte de la ciudad, sólo podrá proporcionar para comer bistec con el salario que estaba ganando, pero después de que esté transferido a este barrio hará tanto dinero en el lugar porque solicitara soborna que ahora pueda comer tenderloin (un tipo de bistec caro) en cambio. Otra versión de aquella historia dice que los agentes quién trabajó en el Tenderloin recibió un "hazard bonificación" de paga para laborable en #un área tan violenta, y así era capaz de proporcionar el corte bueno de carne. Aun así otra historia, también probable apocryphal, es que el nombre es una referencia a los "lomos" de prostitutas.
El Tenderloin esta al borde de la Calle Market/Mission, el cual sigue los españoles' El Camino Reales, el cual traza un antiguo camino de india del sur/del norte. El Tenderloin está anidado por Nob Hill, y bastante lejos de la bahía para estar en tierra sólida. Hay evidencia que una comunidad residió aquí mil años atrás. En el 1960s, el área estuvo excavada para desarrollar el BART/MUNI estación de metro en Centro Cívico. Durante la excavación, los restos de una mujer dataron para ser 5,000 años fueron encontrados.
El Tenderloin ha sido una comunidad residencial céntrica desde entonces poco después de la Prisa de Oro de California en 1849. Aun así, el nombre "Tenderloin" no aparece en cualesquier mapa de San Francisco con anterioridad al 1930s; antes de eso se le refería como "el Centro", a pesar de que sea informalmente referido como "el Tenderloin" tan temprano como el 1890s. El área tuvo una vida nocturna activa en el siglo XIX  con muchos teatros, restaurantes y hoteles. Notorious madam Tessie Wall abrió su primer burdel encima de la Calle O'Farrell en 1898. Casi todos los edificios en el barrio fueron destruidos por el terremoto de 1906  y los contra fuegos que fueron provocados por los bomberos para contener la devastación. El área fue reconstruida inmediatamente con algunos hoteles que abrieron en 1907 y edificios de apartamento que vinieron poco después, incluyendo el Hotel histórico Cadillac. Por el 1920s, el barrio era muy conocido por las apuestas, salas de billar, gimnasios de boxeo, "speakeasies", teatros, restaurantes y otra vida nocturna descrita en la ficción Hard boiled detective de Dashiell Hammett, quién vivió en 891 en la Calle Post, el apartamento que le regalo a Sam Pala en The Maltese Falcon. También alrededor de este tiempo, debido a la Ley de Reducción de la Luz Roja, la prostitución y otro vicio comenzaron a ser expulsado del distrito de Barbary Coast al llano más meridional y menos ocupado por los negocios en el Tenderloin.
En el mid-siglo XX el Tenderloin proporcionó trabajo para muchos músicos en los teatros del barrio, hoteles, casas burlesque, barras y clubes y el edificio de la unión del Músico situado en la Calle Jones. El club más famoso de jazz era Black Hawk en las Calles Hyde y Turk donde Dave Brubeck, Miles Davis, Thelonious Monk, Gerry Mulligan, y otros grandes del jazz grabaron álbumes en vivo para Fantasy Records a fines de la década de 1950s y principios de la de 1960s.
Con viviendas que consisten casi en su totalidad en habitaciones de hotel con habitaciones individuales, estudios y apartamentos de una habitación, el Tenderloin históricamente alojó a adultos solteros y parejas. Después de la Segunda Guerra Mundial, con la disminución en ciudades centrales entre los Estados Unidos, el Tenderloin perdió población, creando una cantidad grande de unidades de alojamiento vacante por el medio de 1970s. A partir de finales de la década de 1970, después de la Guerra de Vietnam, el Tenderloin recibió un gran  número de refugiados del sudeste de Asia: primeros  Chinos étnicos de Vietnam, luego Khmer de Camboya y Hmong de Laos. La vivienda vacante de bajo costo y la proximidad a Chinatown a través del Stockton Túnel de Calle, hicieron que el área apelara a los refugiados y las agencias de reasentamiento. Los apartamentos tipo estudio se convirtieron en casa para familias de cuatro y cinco personas y se convirtieron en lo que un agente de policía local llamó "pueblos verticales." El Tenderloin aumento rápidamente de tener solo unos cuantos niños a tener más que 3,500 y esta población ha mantenido. Varios restaurantes vecinales del sudeste asiático, cafeterías, tiendas étnicas, tiendas de videos y otras tiendas se abrieron en este momento, y aún existen.
El Tenderloin tiene una larga historia como un centro de sexualidades alternativas, que incluye varios enfrentamientos históricos con policía. El legendario imitador femenino  Ray Bourbon, un artista intérprete o ejecutante durante el Pansy Craze, fue arrestado en 1933 mientras su programa "Boys Will Be Girls" se transmitía en vivo por la radio desde Tait's Cafe en 44 Ellis Street. En la noche del 13 de agosto de 1961, 103 clientes gays y lesbianas fueron allanados en Tay-Bush Inn, un café visitado por clientes gays y lesbianas. Como respuesta al acoso policial, los dueños de bares gay en la ciudad formaron el San Francisco Tavern Guild. Un estudio sobre la prostitución en el Tenderloin encontró que, si bien las mujeres trans enfrentan discriminación por parte de ciertas profesiones y sus parejas sexuales, las trabajadoras sexuales en el área de Tenderloin eran expertas en superar algunas de esas dificultades
En el Día de Año Nuevo en 1965, la policía allanó el Mardi Gras Ball en el Salón de California en Polk Street, patrocinado por el Consejo de Religión y Homosexuales, alineando y fotografiando a 600 participantes y arrestando a varios ciudadanos prominentes. Una de las primeras "revueltas homosexuales", anterior a los disturbios de Stonewall en Nueva York, sucedió en la Cafetería de Compton en Turk y Taylor Streets en agosto de 1966 cuando la policía, al intentar arrestar a una drag queen, desató un motín que se derramó en las calles . El grupo terminó rompiendo las ventanas del automóvil de la policía y quemó un puesto de periódicos cercano al suelo; los disturbios promovieron la formación de la Alianza Gay Activista. Antes de la aparición del Lomo en el Tenderloin en Turk y Taylor y el Polk Gulch en el lado oeste del Tenderloin eran dos de los primeros barrios homosexuales de la ciudad y algunos de estos bares y clubes históricos aún existen.
Tenderloin en la esquina de Hyde y Post. Tanto la película como el libro estaban basados en Tenderloin de San Francisco. También hay un callejón en lo que ahora es Nob Hill, llamado así por el autor del libro (Dashiell Hammett). Se encuentra fuera del Tenderloin porque el límite se definió con bordes diferentes a los de hoy. Algunos lugares, como el apartamento de Sam Spade y John's Grill, ya no se encuentran en el Tenderloin porque la economía local y las propiedades inmobiliarias han cambiado el carácter y el etiquetado de las áreas a lo largo del tiempo.
En julio 2008, el área estuvo designada como distrito histórico en el Registro Nacional de Sitios Históricos.